# José Kanté
José Kanté Martínez (Sabadell, España, 27 de septiembre de 1990) es un exfutbolista internacional guineano que jugaba de delantero.

## Carrera
Hijo de padre guineano y madre española, José Kanté se formó en el Centre d'Esports Manresa, a cuyo primer equipo logró ascenderlo a Primera Catalana en 2011, lo que le valió su fichaje a la Unió Esportiva Rubí de Tercera División. Al año siguiente, lo contrató la Associació Esportiva Prat de Segunda División B, jugando con ellos durante el primer semestre y siendo enviado al Atlético Malagueño de tercera división, filial del Málaga Club de Fútbol, para el resto de temporada. Volvió al Prat y fue parte de toda la campaña 2013-14, que concluiría con el descenso del equipo a Tercera División. A partir de entonces, dejó el fútbol español, emigrando primero a Chipre, donde jugaría por un año y medio con el AEK Larnaca. Luego viajaría a Polonia, firmando para el Górnik Zabrze, el Wisła Płock y el Legia de Varsovia. En el mercado de invierno de la temporada 2018-19 se marchó en condición de cedido al Gimnàstic de Tarragona de la Segunda División de España. Tras su estancia en Tarragona regresó a Varsovia, permaneciendo allí hasta febrero de 2021. En febrero de 2021 rescindiría su contrato con la entidad polaca, fichando pocos días después por el FC Kairat Almaty de Kazajistán. En este equipo estuvo hasta el 23 de agosto de 2022, marchándose entonces a China para jugar en el Cangzhou Mighty Lions. Consiguió 14 goles en 16 partidos de la Superliga y en marzo de 2023 se fue al Urawa Red Diamonds.
En noviembre de 2023 anunció que se retiraba a final de temporada.

## Selección nacional
Kanté debutó oficialmente el 13 de noviembre de 2016 con la selección de Guinea en un partido contra República Democrática del Congo, correspondiente a la clasificación para la Copa Mundial de Fútbol de 2018. Anotaría su primer gol con la selección en un partido del grupo H de la clasificación para la Copa Africana de Naciones de 2019 el 16 de octubre de 2018 frente a la selección de fútbol de Ruanda.

## Clubes
| Club                     | País       | Año       |
| ------------------------ | ---------- | --------- |
| C. E. Manresa            | España     | 2009-2011 |
| U. E. Rubí               | España     | 2011-2012 |
| A. E. Prat               | España     | 2012-2014 |
| → Atlético Malagueño     | España     | 2013      |
| AEK Larnaca              | Chipre     | 2014-2015 |
| Górnik Zabrze            | Polonia    | 2016      |
| Wisła Płock              | Polonia    | 2016-2018 |
| Legia de Varsovia        | Polonia    | 2018-2021 |
| → Gimnàstic de Tarragona | España     | 2019      |
| F. C. Kairat Almaty      | Kazajistán | 2021-2022 |
| Cangzhou Mighty Lions    | China      | 2022      |
| Urawa Red Diamonds       | Japón      | 2023      |

## Palmarés

### Títulos nacionales
| Título             | Club                | País       | Año  |
| ------------------ | ------------------- | ---------- | ---- |
| Ekstraklasa        | Legia de Varsovia   | Polonia    | 2020 |
| Ekstraklasa        | Legia de Varsovia   | Polonia    | 2021 |
| Copa de Kazajistán | F. C. Kairat Almaty | Kazajistán | 2021 |

### Títulos internacionales
| Título                      | Club               | País  | Año  |
| --------------------------- | ------------------ | ----- | ---- |
| Liga de Campeones de la AFC | Urawa Red Diamonds | Japón | 2022 |